# San Pietro Viminario
San Pietro Viminario é uma comuna italiana da região do Vêneto, província de Pádua, com cerca de 2.478 habitantes. Estende-se por uma área de 13 km², tendo uma densidade populacional de 191 hab/km². Faz fronteira com Cartura, Conselve, Monselice, Pernumia, Tribano.

## Demografia
| Variação demográfica do município entre 1861 e 2011                               |
|                                                                                   |
| Fonte: Istituto Nazionale di Statistica (ISTAT) - Elaboração gráfica da Wikipedia |